# Jason David Frank
Jason David Frank (Covina, 4 de setembro de 1973 – Houston, 19 de novembro de 2022) foi um ator e ex-lutador de MMA norte-americano. Lutava na categoria dos pesados.
Tornou-se famoso mundialmente por ter interpretado o personagem Tommy Oliver na série Mighty Morphin Power Rangers, personagem que teve a segunda maior participação na franquia desde a sua origem em 1993, atrás apenas de Paul Schrier (Bulk): ao total, Frank reprisou seu papel em seis séries distintas e dois longas-metragens, tendo vestido uniformes de quatro cores diferentes (verde, branco, vermelho e preto). Isso fez com que Tommy fosse o Power Ranger que mais apareceu nas equipes de heróis e um dos personagens mais populares de todos os tempos da franquia.
Em abril de 2013, foi confirmado pelo próprio Frank, em seu perfil na rede social Instagram, que ele apareceria no episódio especial da nova série, Power Rangers: Megaforce, que comemorou o aniversário de 20 anos da franquia. Em 2017, fez uma breve participação no filme Power Rangers, reboot cinematográfico da série original, produzido pela Lionsgate. E em 2018, Jason já teria sua participação confirmada na temporada que comemora o 25° aniversário de Power Rangers, intitulado: Power Rangers: Super Ninja Steel.

## Power Rangers
Seu primeiro teste para um papel em Mighty Morphin' Power Rangers foi em 1993, quando Jason tinha apenas 19 anos. Ele foi escolhido pelos produtores em razão de suas habilidades nas artes marciais. Ganhou o papel do personagem Tommy Oliver, um estudante de artes marciais de Alameda dos Anjos que posteriormente se torna o Ranger Verde, o sexto membro da equipe de heróis protagonistas. Entre a primeira e a segunda temporada de Power Rangers, Frank foi escalado para atuar em VR Troopers, mas acabou sendo substituído por Brad Hawkins.
Com a expansão da franquia e o surgimento de novas temporadas (e posteriormente novas produções anuais), Frank manteve-se interpretando o personagem durante todas as temporadas da primeira série (Mighty Morphin Power Rangers, de 1993 a 1995), como o Ranger Verde e, posteriormente, o Ranger Branco (então líder da equipe). Durante este período, atuou no longa-metragem Mighty Morphin' Power Rangers: O Filme, superprodução que tornou o elenco mundialmente reconhecido.
Em 1996, Frank reprisou seu papel em Power Rangers: Zeo, desta vez como o Ranger Vermelho, líder da equipe. No ano seguinte (1997), continuou no papel em Power Rangers: Turbo, ainda como o Ranger Vermelho. Ao final dessa série, seu personagem se despediu definitivamente do universo da série para dar lugar a uma nova equipe, o que marcaria o início das reformulações anuais que a franquia experimentaria a partir de então.
Porém, em 2003, foi anunciado que o personagem Tommy Oliver reapareceria na série seguinte. Em 2004, Frank retornou ao papel de Tommy Oliver (agora doutor em paleontologia e professor colegial) em Power Rangers: Dino Trovão, mentor da equipe do ano e tornando-se, posteriormente, o Ranger Preto.
Em 2008, durante um painel da série no evento norte-americano Anime Central, JDF (como é conhecido entre os fãs da série) declarou que possui uma antiga rusga com o ex-colega Austin St. John, que interpretou o primeiro Ranger Vermelho, Jason. Segundo Frank, Austin costumava se gabar de suas habilidades como lutador marcial e por vezes o irritava com comentários jocosos e arrogantes sobre seus feitos no ringue. "Não gosto de gente babaca e arrogante, e Austin não é nada mais que um babaca arrogante", disse, desafiando o ex-ator para uma luta no MMA para provar quem é o melhor lutador. Tais declarações não foram comentadas por St. John.
Conforme revelou em sua conta no site Instagram, Frank era fã do lutador Anderson Silva, tendo inclusive feito uma tatuagem em homenagem ao brasileiro em seu pé esquerdo.

## Artes Marciais

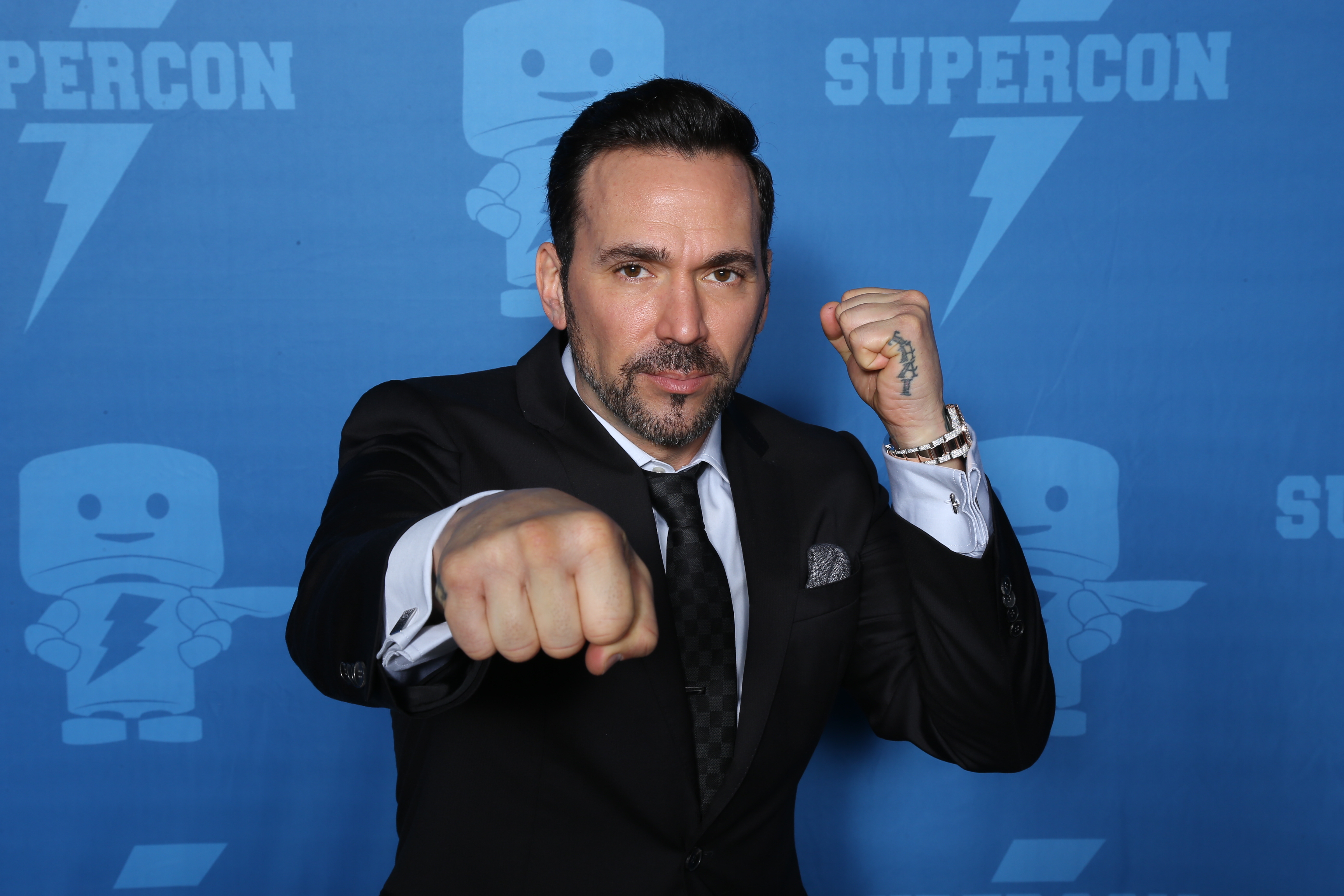
Jason David Frank na Louisville Supercon em 2018

Era faixa preta 8º dan em Karatê, faixa roxa em Brazilian Jiu-jitsu, além de praticar wrestling, Kickboxing e Boxe regularmente. Segundo o site de sua academia, Frank treinava cerca de 8 horas por dia e ensinava Karatê a crianças e adultos.
Ao final de 2009, o ator anunciou sua entrada no MMA. Em 30 de janeiro de 2010, Frank enfrentou Jonathan "The Mack Truck" Mack, vencendo-o por nocaute. Em fevereiro do mesmo ano, lutou contra Chris Rose e o venceu por finalização. Após a vitória, Frank desafiou o astro Jean Claude Van Damme para uma luta no ringue, em consequência de uma mágoa entre ambos: em 1995, durante a estréia do filme Mighty Morphin' Power Rangers, ele teve a oportunidade de conhecer o astro pessoalmente (um de seus sonhos, já que Van Damme era seu herói de infância), mas teria sido supostamente "esnobado" por ele.

## Vida pessoal
Jason David era cristão, tendo criado a marca Jesus Didn't Tap, que comercializa produtos de artes marciais mistas. Ele afirma ter começado a frequentar a igreja após a morte de seu irmão Erik Frank.
Ele foi casado duas vezes, do seu casamento com Shawna, teve dois filhos, Hunter e Jacob e uma filha Skye, posteriormente casou-se com Tammie, com quem teve uma filha, Jenna; Jason David enfrentava um divórcio.
Ele tinha ascendência grega, polonesa, irlandesa e alemã.

## Morte
Fontes policiais afirmaram que Jason e sua esposa, Tammie Frank, chegaram a fazer check-in em um hotel no Texas, em 18 de novembro de 2022, e estavam se separando.
Em entrevista à revista People, Tammie afirmou que Jason sofria de depressão, e que eles começaram a ter problemas após a morte de Shayla, filha de Tammie que Jason considerava como sua.
O ator deixa dois filhos e uma filha do seu primeiro casamento com Shawna e uma filha do seu segundo casamento com Tammie. Em declaração ao site, a equipe dele disse: "Por favor, respeitem a privacidade da família e amigos durante esse momento tão difícil, enquanto lidamos com a perda de um ser humano tão maravilhoso. Ele amava muito a família, amigos e fãs. Sua falta realmente será sentida".

## Filmografia

### Televisão
| Ano       | Título                           | Papel                                                                                                  | Notas                            |
| --------- | -------------------------------- | --- | -------------------------------- |
| 1993-1995 | Power Rangers                    | Tommy Oliver - Ranger Branco / Verde                                                                   |                                  |
| 1994      | VR Troopers                      | Adam Steele - Cybertron                                                                                |                                  |
| 1996      | Power Rangers: Zeo               | Tommy Oliver - Zeo Ranger V Vermelho                                                                   |                                  |
| 1996      | Sweet Valley High                | AJ |                                  |
| 1997      | Family Matters                   | Skull                                                                                                  |                                  |
| 1997      | Power Rangers: Turbo             | Tommy Oliver - Ranger Turbo Vermelho                                                                   |                                  |
| 2000      | Undressed                        | Carl                                                                                                   |                                  |
| 2002      | Power Rangers: Força Animal      | Tommy Oliver - Zeo Ranger V Vermelho                                                                   | Episódio: "Eternamente Vermelho" |
| 2004      | Power Rangers: Dino Trovão       | Doutor Tommy Oliver - Ranger Preto                                                                     |                                  |
| 2014      | Power Rangers:Super MegaForce    | Tommy Oliver - Mighty Morphin Ranger Verde                                                             | Episódio: "Batalha Lendária"     |
| 2018      | Power Rangers: Super Ninja Steel | Tommy Oliver - Ranger Verde/Branco (Mighty Morphin) Ranger V Vermelho (Zeo) Ranger Preto (Dino Trovão) | Participação                     |
| 2019      | We Bare Bears                    | Silver Bear                                                                                            | Episódio: "Imaginary Friend"     |

### Cinema
| Ano  | Título                           | Papel                                | Notas                       |
| ---- | -------------------------------- | ------------------------------------ | --------------------------- |
| 1995 | Power Rangers: O Filme           | Tommy Oliver - Ranger Branco         |                             |
| 1997 | Turbo Power Rangers 2            | Tommy Oliver - Ranger Turbo Vermelho |                             |
| 2003 | Paris                            | Chad                                 | Não-creditado               |
| 2007 | The Junior Defenders             | Tommy Keen                           |                             |
| 2007 | Fall Guy: The John Stewart Story | John Stewart                         |                             |
| 2011 | The One Warrior                  | One Warrior                          |                             |
| 2017 | Power Rangers: O Filme           | participação                         |                             |
| 2023 | Legend of the White Dragon       | Erik Reed / Dragão Branco            | Em processo de Pós-Produção |

## Cartel no MMA
| Cartel no MMA   |           |           |
| 1 luta          | 1 vitória | 0 derrota |
| Por nocaute     | 0         | 0         |
| Por finalização | 1         | 0         |
| Por decisão     | 0         | 0         |

### Como profissional
| Resultado | Record | Oponente     | Via                     | Evento                              | Data                | Round | Tempo | Local          | Nota                        |
| --------- | ------ | ------------ | ----------------------- | ----------------------------------- | ------------------- | ----- | ----- | -------------- | --------------------------- |
| Venceu    | 1-0    | Jose Vasquez | Finalização (mata leão) | Texas Cage Fighting: Puro Combate 1 | 4 de agosto de 2010 | 1     | 0:46  | Houston, Texas | Estréia no MMA Profissional |

### Como amador
| Resultado | Record | Oponente      | Via                    | Evento                              | Data                    | Round | Tempo | Local             | Nota                            |
| --------- | ------ | ------------- | ---------------------- | ----------------------------------- | ----------------------- | ----- | ----- | ----------------- | ------------------------------- |
| Venceu    | 4-0    | Carlos Horn   | Finalização (Armlock)  | UWC 8: Judgement Day                | 22 de maio de 2010      | 1     | 0:24  | Fairfax, Virginia |                                 |
| Venceu    | 3-0    | James Willis  | KO (Canelada)          | Texas Rage In The Cage: Cage Rage 7 | 8 de maio de 2010       | 1     | 0:23  | Hidalgo, Texas    |                                 |
| Venceu    | 2–0    | Chris Rose    | TKO (Socos)            | Lonestar Beatdown: Dallas           | 19 de fevereiro de 2010 | 1     | 2:09  | Arlington, Texas  |                                 |
| Venceu    | 1–0    | Jonathon Mack | Finalização (Omoplata) | Lonestar Beatdown: Houston          | 30 de janeiro de 2010   | 1     | 1:07  | Houston, Texas    | Estréia no MMA (Torneio amador) |